# Les Complices (film, 1968)
Pour les articles homonymes, voir Les Complices et Jigsaw.
Pour plus de détails, voir Fiche technique et Distribution.
Les Complices (Jigsaw) est un film américain réalisé par James Goldstone, sorti en 1968.

## Fiche technique
- Titre original : Jigsaw
- Titre français : Les Complices
- Réalisation : James Goldstone
- Scénario : Ranald MacDougall et Peter Stone, d'après le roman de Howard Fast, L'Ange déchu
- Photographie : John L. Russell
- Musique : Quincy Jones
- Société de production : Universal Pictures
- Pays d'origine : États-Unis
- Format : Couleurs - 1,85:1
- Genre : thriller
- Durée : 97 minutes
- Date de sortie : 1968
- Affiche : Constantin Belinsky (France)

## Distribution
- Harry Guardino : Arthur Belding
- Bradford Dillman : Jonathan Fields
- Hope Lange : Helen Atterbury
- Pat Hingle : Lew Haley
- Diana Hyland : Sarah
- Victor Jory : Edward Arkroyd
- Paul Stewart : Dr Simon Joshua
- Susan Saint James : Ida
- Michael J. Pollard : Dill
- Roy Jenson : Arnie
- Susanne Benton : Arlene
- Kent McCord